# Hoverioptera
Hoverioptera es un género de dípteros nematóceros perteneciente a la familia Limoniidae. Se distribuye por Madagascar, Comoros & Switzerland.

## Especies
- Contiene las siguientes especies:
- Subgenus Hoverioptera Alexander, 1963

- H. ambricola (Alexander, 1951)

- Subgenus Tesserioptera Mendl & Geiger, 1992

- H. pilosa Mendl & Geiger, 1992